# 大和郡山市
大和郡山市（日语：／ Yamatokōriyama shi */?）是位於日本奈良縣西北部的城市，地處位於奈良盆地內的北部，主要河川包括佐保川和富雄川，兩條河川皆自北向南匯入大和川，境內大部分地區為平原，僅富雄川以西區域屬於矢田丘陵的丘陵地形。
市區週邊有多座水塘，過去曾用於大量養殖金魚，近年也開始以金魚作為地方發展特。自1995年起，大和郡山開始舉辦全國撈金魚選手權大會。

## 人口
| 大和郡山市人口分布圖 |                                                   |  |
| 大和郡山市與日本全國年齡別人口分布比較圖 （2005年資料） | 大和郡山市的年齡、男女別人口分布圖 （2005年資料） |  |
| ■紫色是大和郡山市 ■綠色是全国 | ■藍色是男性 ■紅色是女性                           |  |
| 大和郡山市人口變化 \| 1970年 \| 57,456人 \| \| \| 1975年 \| 71,001人 \| \| \| 1980年 \| 81,266人 \| \| \| 1985年 \| 89,624人 \| \| \| 1990年 \| 92,949人 \| \| \| 1995年 \| 95,165人 \| \| \| 2000年 \| 94,188人 \| \| \| 2005年 \| 91,672人 \| \| \| 2010年 \| 89,023人 \| \| \| 2015年 \| 87,050人 \| \| \| 2020年 \| 83,285人 \| \| |                                                   |  |
| 資料來源：日本總務省統計中心提供之人口普查數據 |                                                   |  |
| 1970年 | 57,456人                                          |  |
| 1975年 | 71,001人                                          |  |
| 1980年 | 81,266人                                          |  |
| 1985年 | 89,624人                                          |  |
| 1990年 | 92,949人                                          |  |
| 1995年 | 95,165人                                          |  |
| 2000年 | 94,188人                                          |  |
| 2005年 | 91,672人                                          |  |
| 2010年 | 89,023人                                          |  |
| 2015年 | 87,050人                                          |  |
| 2020年 | 83,285人                                          |  |

## 歷史

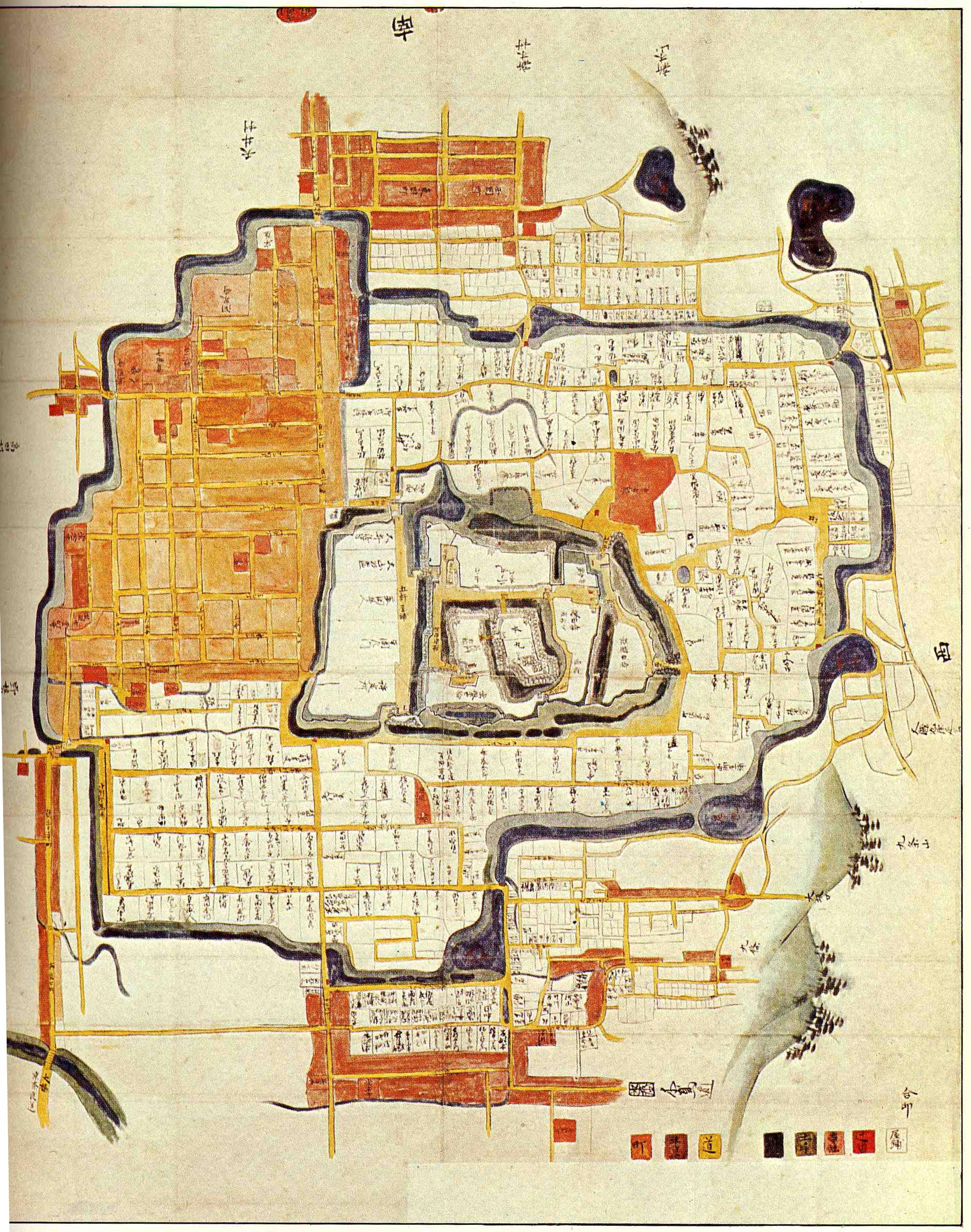
郡山城繪圖

本地在令制國時代屬於大和國，現在的大和郡山市北部屬於添下郡，南部屬於平群郡，東部屬於添上郡，另有少部分區域屬於山邊郡。
10世紀後，在現在大和郡山轄內北部的秋篠川和富雄川之間高地建立了郡山城，但最初的規模並不大；15世紀前半時，筒井氏在現在的大和郡山轄內南部建立了筒井城，由於筒井城位處奈良盆地的中心，成為大和國的政治中心，各方勢力曾多次在此發動戰爭，一直到16世紀初期共發生了五次筒井城之戰。
16世紀後半，織田信長消滅控制大和國的松永久秀後，任命筒井順慶為大和國守護，筒井順慶於1580年將居城從筒井城往北移至郡山城，並開始大規模改建。此後此地成為郡山藩，先後曾由豐臣秀長、增田長盛、筒井定慶領有，進入江戶時代後，又先後封給水野勝成、奥平松平氏、本田氏、藤井松平氏、柳澤氏領有。
現在大和郡山市的西南側在1600年關原之戰後封給片桐貞隆，建立小泉藩，該區域一直到19世紀江戶時代結束都使屬於片桐氏的領地。
19世紀明治維新後，這些區域曾先後隸屬奈良縣、郡山縣、小泉縣，直到1871年第一次府縣整併後，全數劃入奈良縣；但在1876年的第二次府縣整併中，隨著奈良縣的廢除改隸屬堺縣，1881年堺縣也遭到廢除後改隸屬大阪府。一直到1887年重新設立奈良縣後，才再次隸屬奈良縣。
1889年日本實施町村制，現在的大和郡山市轄區在當時分屬郡山町、筒井村、片桐村、矢田村、本多村、平端村、平和村、治道村共8個行政區劃。
1940年代開始，郡山町陸續併入週邊的行政區劃，於1954年升格為市，但由於當時在福島縣已有「郡山市」，因此升格後的城市名稱加上當地的舊國名，成為「大和郡山市」。
1957年，又將位於西南側過去屬於小泉藩領地的片桐町併入，形成現在的大和郡山市的範圍。

### 變遷表
| 1897年4月1日 | 1897年 - 1912年 | 1912年 - 1944年            | 1945年 - 1954年           | 1945年 - 1954年                     | 1955年 - 1989年              | 1989年 - 現在 | 現在       |
| ------------ | --------------- | -------------------------- | ------------------------- | ----------------------------------- | ---------------------------- | ------------- | ---------- |
| 郡山町       | 郡山町          | 郡山町                     | 郡山町                    | 1954年1月1日 改制並改名為大和郡山市 | 大和郡山市                   | 大和郡山市    | 大和郡山市 |
| 筒井村       | 筒井村          | 1941年3月10日 併入郡山町   | 郡山町                    | 1954年1月1日 改制並改名為大和郡山市 | 大和郡山市                   | 大和郡山市    | 大和郡山市 |
| 矢田村       | 矢田村          | 矢田村                     | 1953年12月10日 併入郡山町 | 1954年1月1日 改制並改名為大和郡山市 | 大和郡山市                   | 大和郡山市    | 大和郡山市 |
| 本多村       | 本多村          | 1935年2月11日 合併為昭和村 | 1953年12月10日 併入郡山町 | 1954年1月1日 改制並改名為大和郡山市 | 大和郡山市                   | 大和郡山市    | 大和郡山市 |
| 平端村       |                 | 1935年2月11日 合併為昭和村 | 1953年12月10日 併入郡山町 | 1954年1月1日 改制並改名為大和郡山市 | 大和郡山市                   | 大和郡山市    | 大和郡山市 |
| 治道村       |                 |                            | 1953年12月10日 併入郡山町 | 1954年1月1日 改制並改名為大和郡山市 | 大和郡山市                   | 大和郡山市    | 大和郡山市 |
| 平和村       |                 |                            | 1953年12月10日 併入郡山町 | 1954年1月1日 改制並改名為大和郡山市 | 大和郡山市                   | 大和郡山市    | 大和郡山市 |
| 片桐村       | 片桐村          | 片桐村                     | 1950年5月5日 改制為片桐町 | 1950年5月5日 改制為片桐町           | 1957年3月31日 併入大和郡山市 | 大和郡山市    | 大和郡山市 |

## 交通
市中心區域由於過去為郡山城的城下町，街道狹小且複雜。
近畿日本鐵道橿原線以南北向穿過市區，位於市區內的近鐵郡山車站也是郡山市區內的主要車站；西日本旅客鐵道關西本線（大和路線）則從市區東緣通過，也由於路線未進入市區，郡山車站的使用率遠低於近鐵郡山車站。此外，近鐵在平端車站還有延伸天理線可向東通往天理市。
西名阪自動車道以東西向通過轄區南部，並設有郡山交流道和大和真秀場智慧型交流道，此外在郡山交流道旁還有郡山下道系統交流道可連結京奈和自動車道，待京奈和自動車道全線完工後，往南可至和歌山市，往北可至京都府。

### 鐵路
- 近畿日本鐵道
  - 橿原線：（奈良市） - 九條車站 - 近鐵郡山車站 - 筒井車站 - 平端車站 - 家庭公園前車站 - （川西町→）
  - 天理線：平端車站 - （天理市）
- 西日本旅客鐵道
  - 關西本線（大和路線）：（←奈良市） - 郡山車站 - 大和小泉車站 - （斑鳩町→）

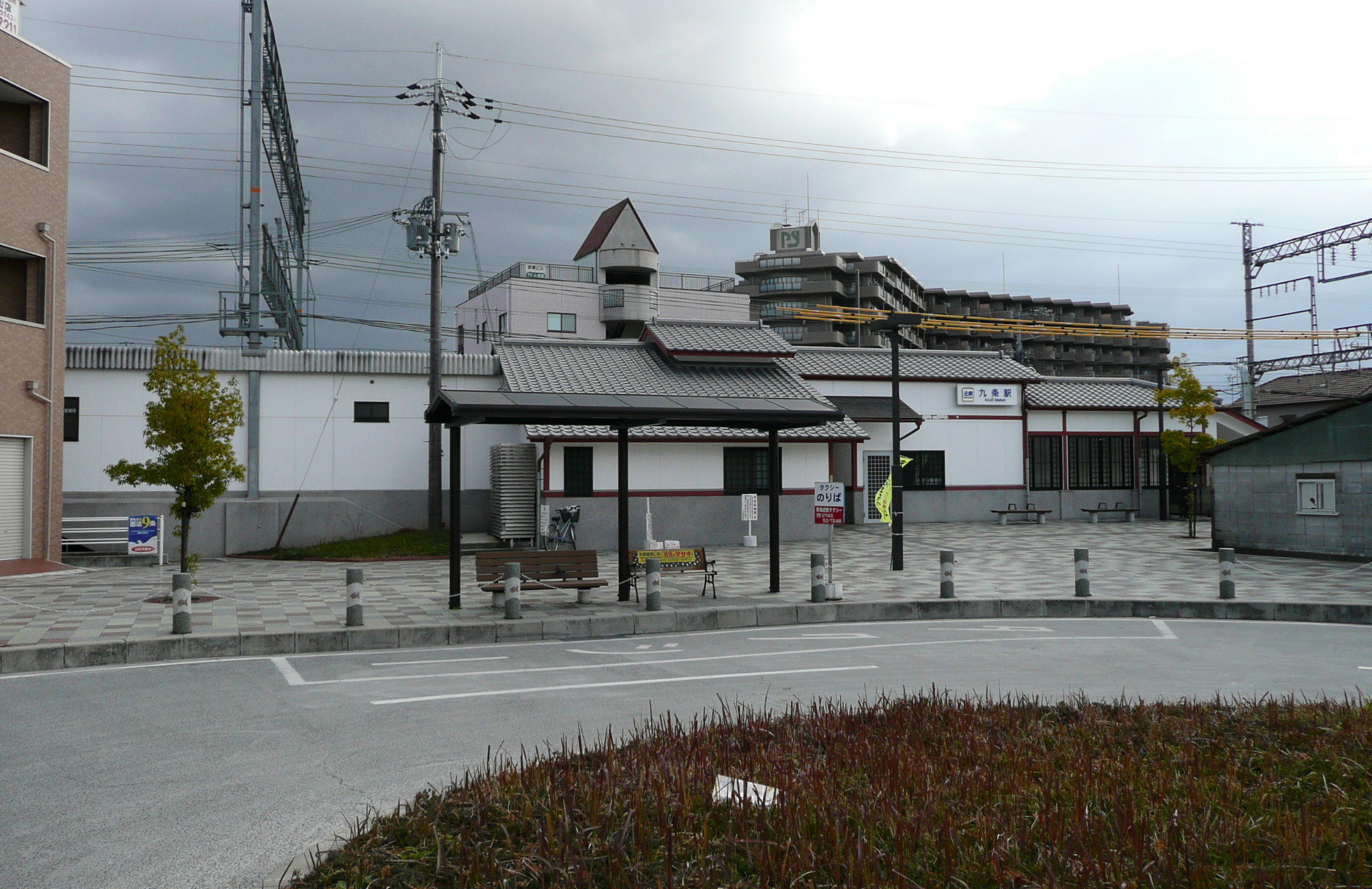
九條車站
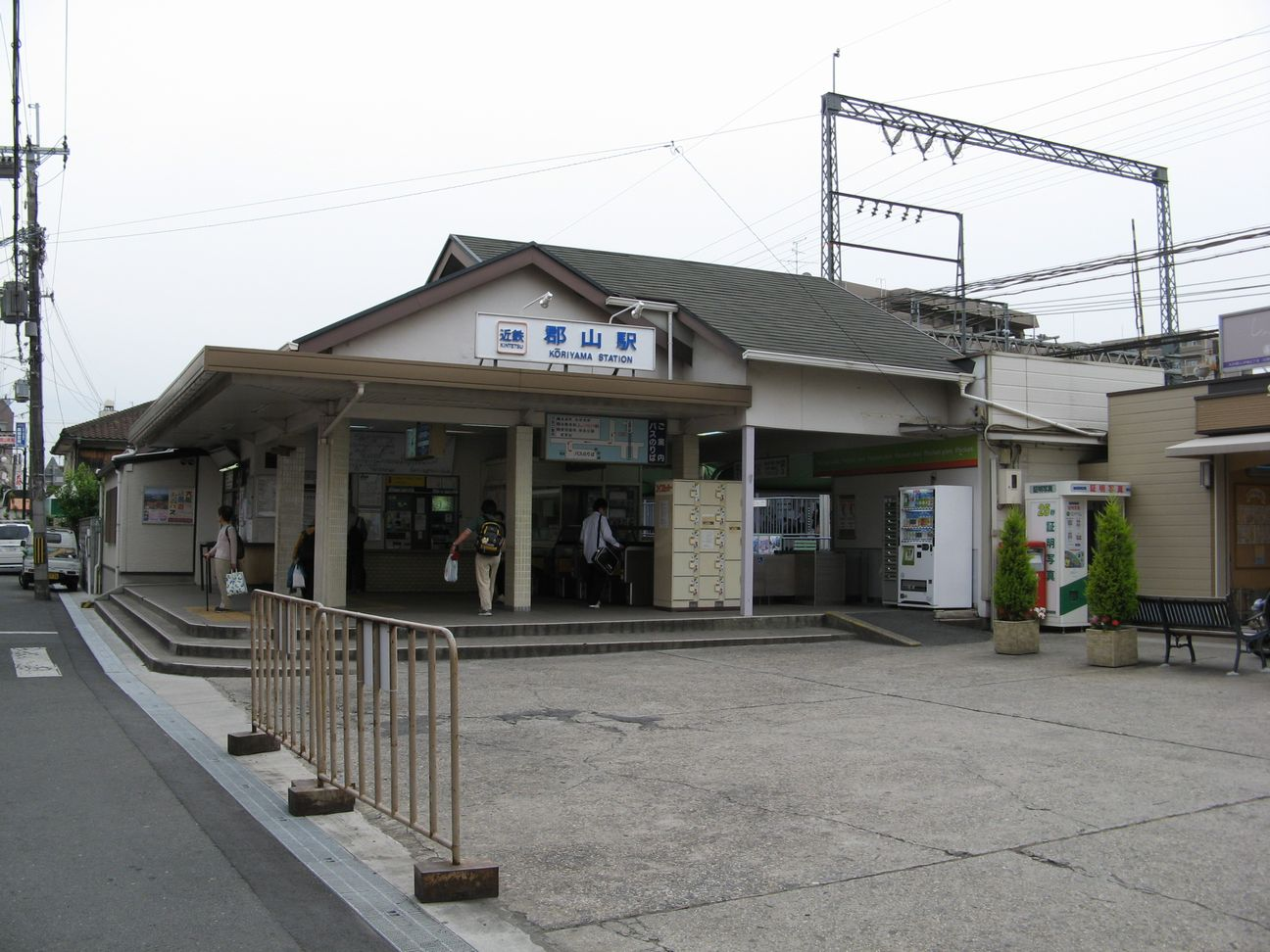
近鐵郡山車站
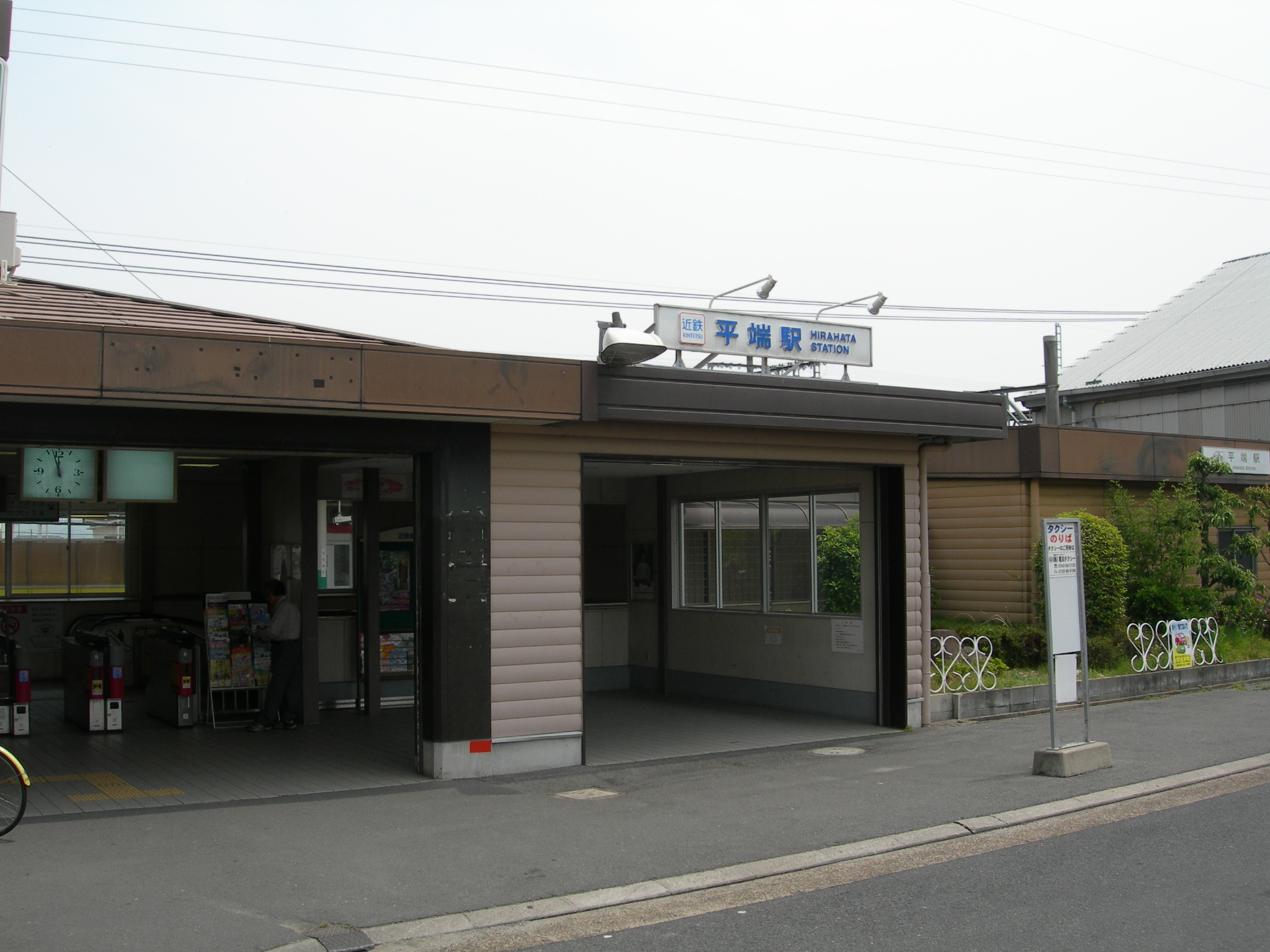
平端車站
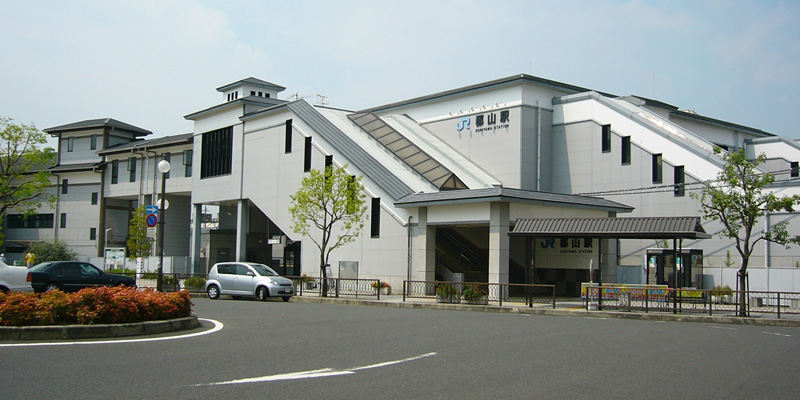
JR郡山車站
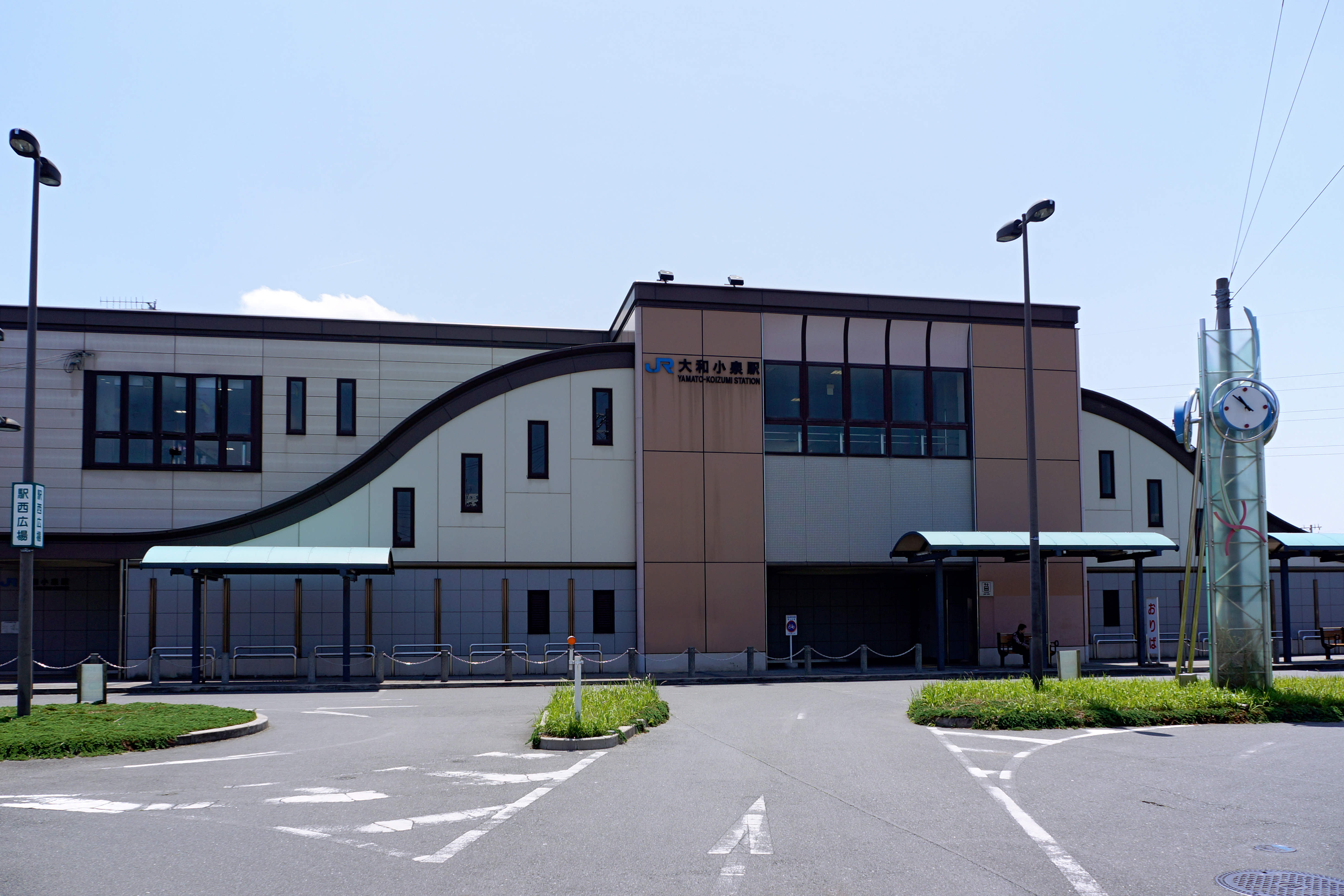
大和小泉車站

## 觀光資源
現在的大和郡山市市區過去即為郡山城的城下町，但郡山城在19世紀末櫓、城門、圍欄等建築物陸續遭到拆除，遺留下來的本丸、毘沙門曲輪、追手門、追手東隅櫓後來路線貝奈良縣政府列為歷史遺跡，1987年也重建了追手向櫓。
奈良縣立民俗博物館位於奈良縣立大和民俗公園內，博物館主要展示過去生活在奈良的人所使用的農具和生活用具，民俗公園內同時也有多棟從奈良縣內各地遷移來的江戶時代建築，包括民家、土藏共15棟，其中3棟現在為日本國家重要文化財，10棟為奈良縣指定有形文化財。
大和郡山市為了推廣當地的金魚品牌，自1995年起開始舉辦全國撈金魚選手權大會，在2018年度吸引了約1600人參與。

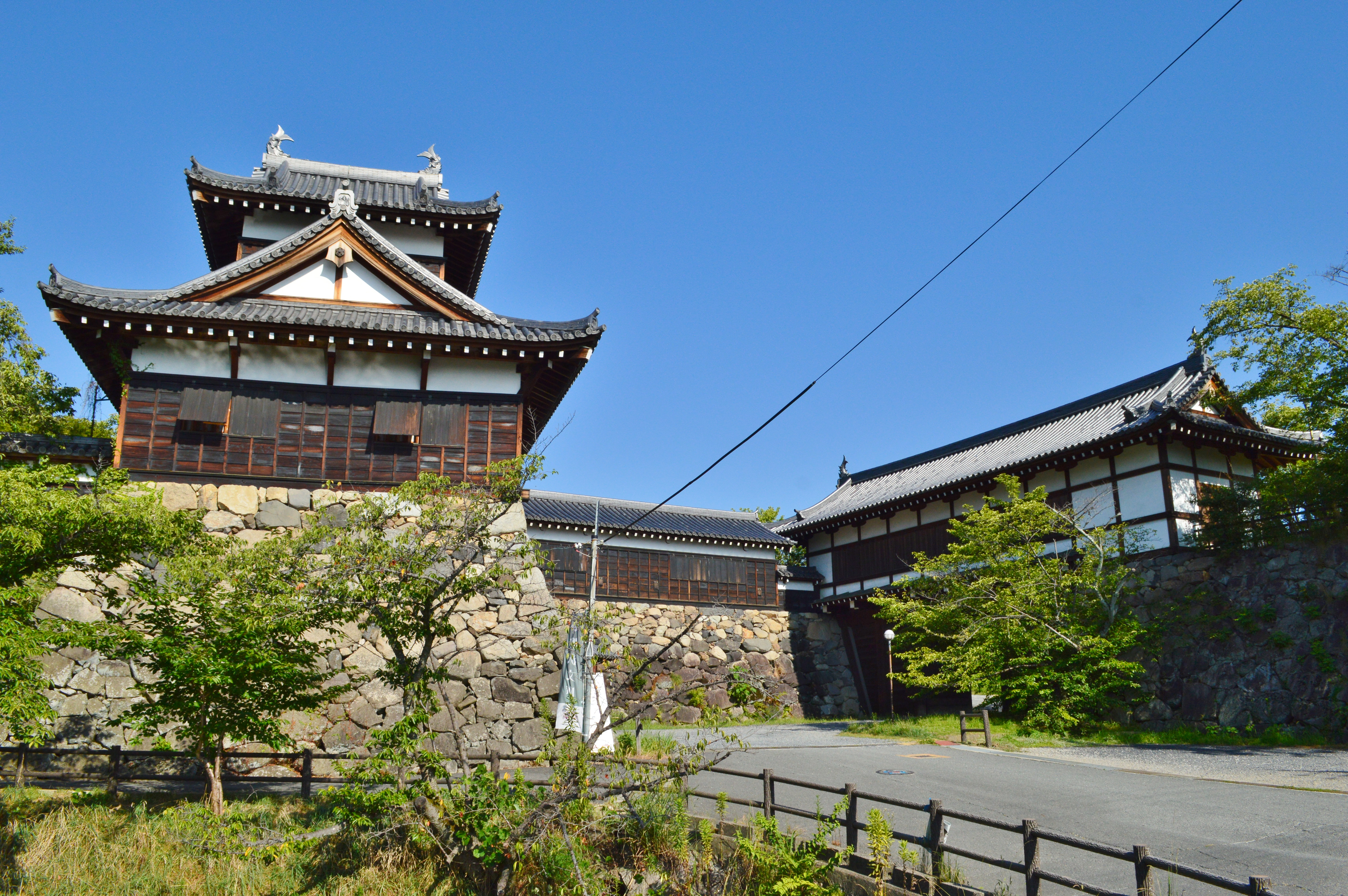
郡山城的追手門和追手向櫓
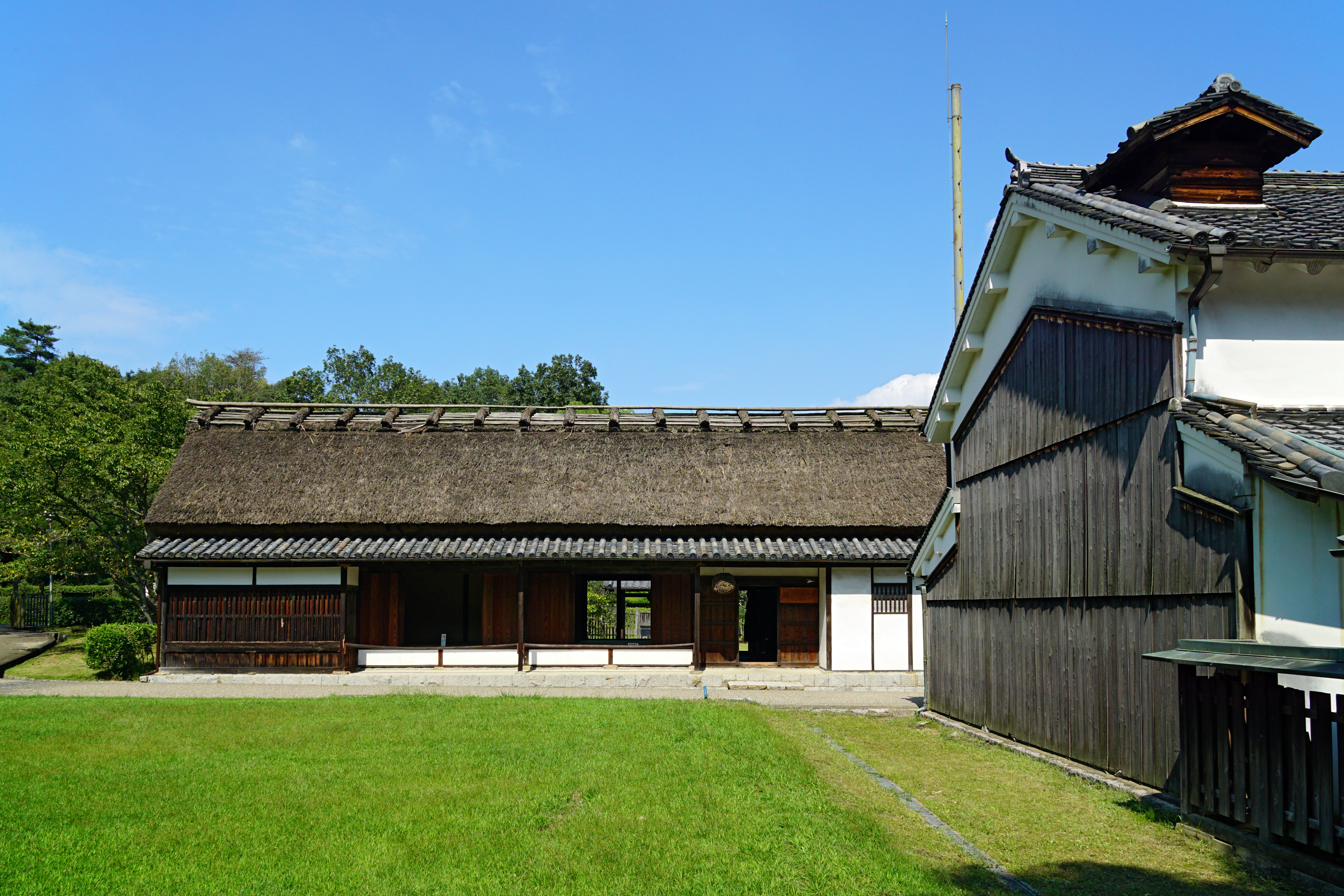
奈良縣立大和民俗公園的舊臼井家住宅（國家重要文化財）
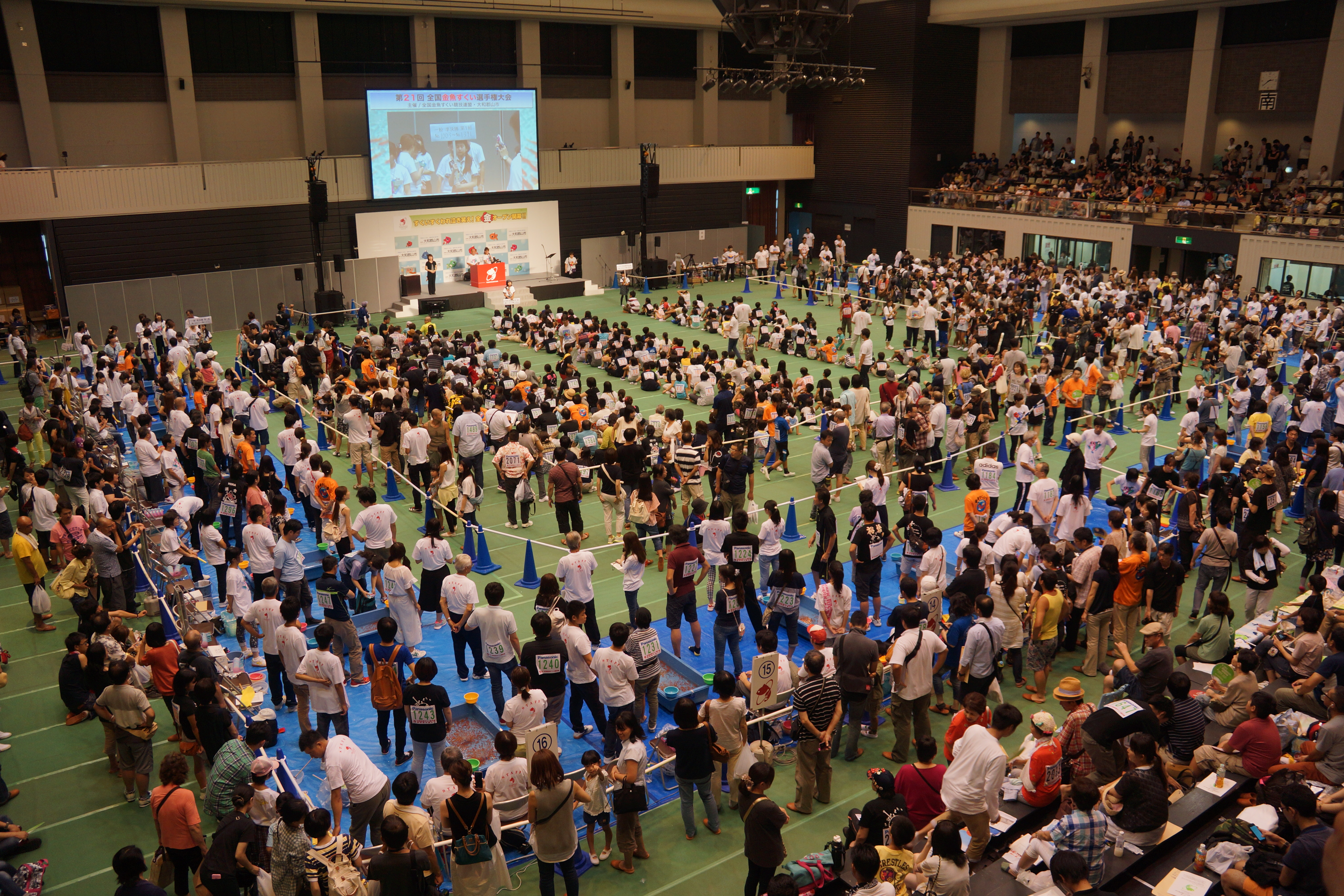
2015年的全國撈金魚選手權大會

## 姊妹、友好城市

### 日本
- 甲府市（山梨县）： 由於江戶時代後半期郡山藩的領主柳澤氏（日语：柳沢氏）在成為郡山藩領主前為曾為甲府藩領主，兩地因此在1992年締結為姊妹城市。[5]

## 外部連結
- （日語） 大和郡山市觀光協會 （页面存档备份，存于）